# Claire McCardell

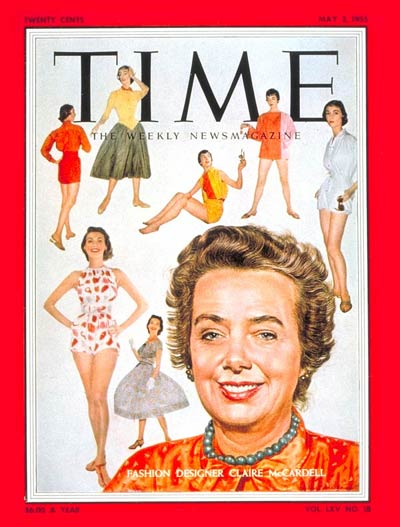
A estilista americana Claire McCardell rodeada de modelos com seus designs, revista Time, 2 de maio de 1955

Claire McCardell (24 de maio de 1905 - 22 de março de 1958) foi uma estilista americana de roupas prontas para vestir, também conhecidas como Prêt-à-porter, durante o século XX. Ela é creditada como a criadora das roupas esportivas americanas.

## Origens e formação
McCardell era a mais velha de quatro filhos de Eleanor e Adrian McCardell, na cidade de Frederick, no estado de Maryland. Adrian era senador do estado de Maryland e presidente do Frederick County National Bank. Quando criança, McCardell ganhou o apelido de "Chute" (Kick, em inglês) por sua capacidade de impedir que os meninos a pressionassem.
Fascinada por moda desde jovem, McCardell queria se mudar para Nova York para estudar design de moda aos 16 anos. Não querendo mandar uma adolescente para tão longe, o pai de McCardell a convenceu a se inscrever no programa de economia doméstica do Hood College. Após dois anos de estudos em Maryland, McCardell mudou-se para Nova York e matriculou-se na Parsons (então conhecida como Escola de Belas Artes e Arte Aplicada de Nova York). Em 1927, McCardell foi para Paris, continuando seus estudos na escola secundária de Parsons na Place des Vosges. Em Paris, McCardell e seus colegas puderam comprar amostras de costureiros como Madeleine Vionnet, as quais puderam desmontar para estudar suas estruturas.
Em 1923, McCardell se formou na Parsons com um certificado de figurino. Após a formatura, ela trabalhou em empregos temporários, desenhando em uma loja de roupas da moda, pintando flores em abajures de papel e atuando como modelo para a B. Altman. Durante este período, ela conheceu o designer Robert Turk.

## Décadas de 1930 e 1940
No final de 1930, McCardell começou a trabalhar como designer assistente para Robert Turk. Logo depois, Turk mudou-se para uma empresa maior, a Townley Frocks, e trouxe McCardell com ele. Em 1932, Turk se afogou e Claire foi convidada a terminar sua linha de outono.
Como designer-chefe, aos 27 anos, McCardell viajou a Paris em busca de inspiração, assim como a maioria dos designers americanos da época. Não interessada em copiar a alta costura europeia, McCardell buscou inspiração na arte e na moda de rua. Na década de 1930, passou a apresentar inovações como faixas, gravatas spaghetti e o uso de detalhes da moda masculina que fariam parte de sua assinatura de design. Em 1938, ela modernizou o dirndl. Ela também foi pioneira em combinar peças separadas.

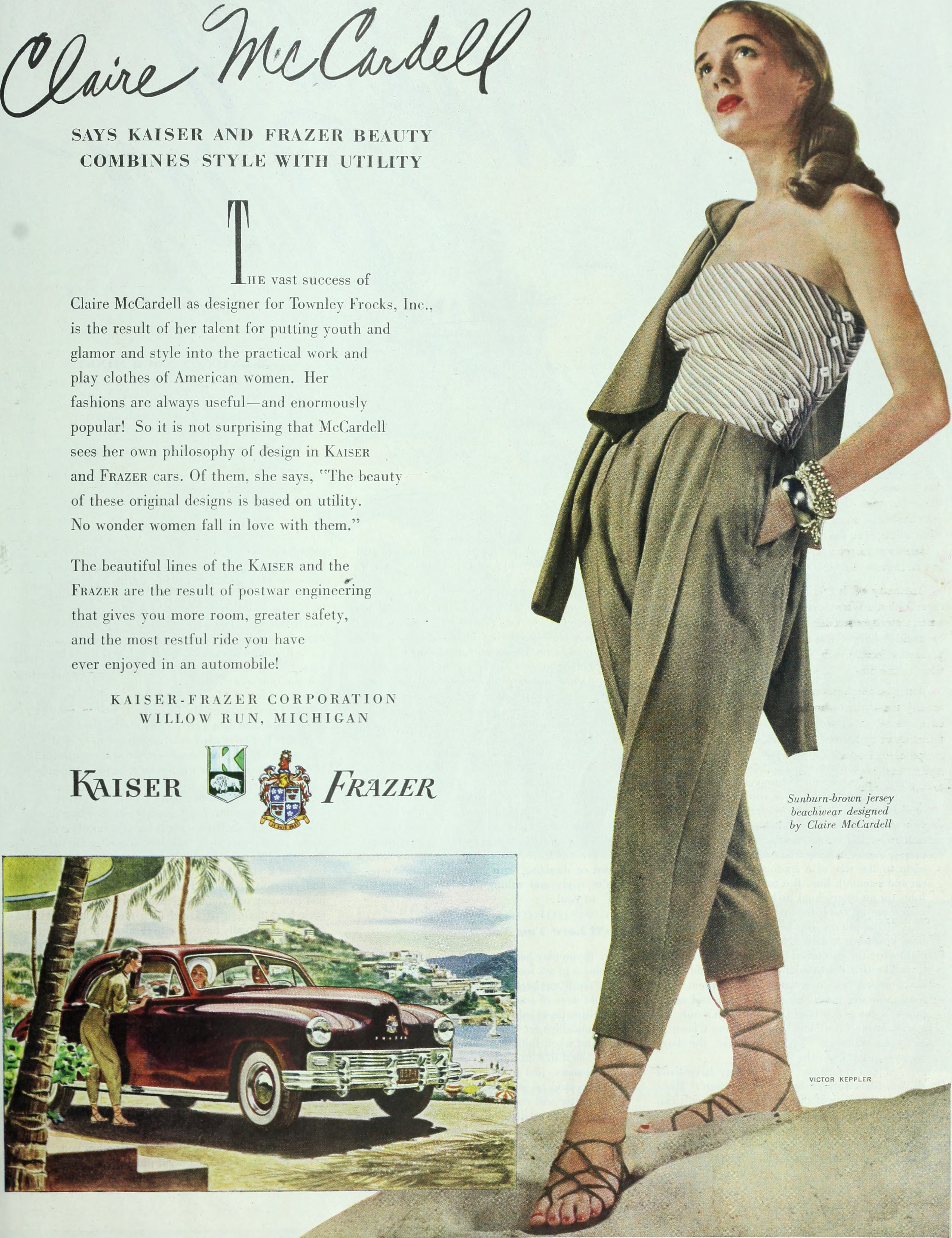
Roupas de praia projetadas por McCardell por volta do ano de 1948

Em 1938, Claire McCardell apresentou o Vestido monástico (Monastic Dress), um vestido em forma de barraca com corte enviesado. Não tinha cintura com costura e pendia frouxamente, mas acompanhava um cinto versátil. Best & Co. vendeu exclusivamente o vestido por US$ 29,95 e ele se esgotou em um dia. O Monastic Dress foi amplamente copiado e o custo de tentar impedir as imitações tirou Townley Frocks do mercado.
Após o fechamento da Townley Frocks, Hattie Carnegie contratou McCardell para trabalhar para sua famosa empresa de costura, mas seus designs não tiveram sucesso com os clientes de Carnegie, que estavam em busca de mercadorias mais elaboradas. Enquanto trabalhava para Hattie Carnegie, McCardell conheceu Diana Vreeland (então na Harper's Bazaar ). Ela se tornaria amiga de McCardell por toda a vida. Em 1940, pouco antes de deixar Carnegie, McCardell compareceu a seu último desfile de moda parisiense, preferindo a partir daí evitar qualquer influência francesa em suas roupas.
Townley Frocks reabriu em 1940 sob nova administração e McCardell voltou para a marca. Em seguida, os rótulos da empresa liam, "Claire McCardell Clothes by Townley", tornando-a uma das primeiras estilistas americanas a ter seu nome reconhecido.
A Segunda Guerra Mundial separou os designers americanos da inspiração europeia e limitou a disponibilidade de alguns materiais. McCardell prosperou sob essas restrições. Embora muitos designers os considerassem básicos demais, McCardell já trabalhava com tecidos como jeans, chita e jersey de lã, que estavam facilmente disponíveis durante a guerra. Ela popularizou as sapatilhas quando, respondendo à escassez de couro, McCardell contratou Capezio para produzir uma variedade de sapatilhas para combinar com seus designs. Quando o governo anunciou um excedente de materiais de algodão para balões meteorológicos em 1944, McCardell rapidamente os comprou, usando-os para desenhar roupas.
Em 1941, McCardell produziu uma linha de separadores que fez nove looks de cinco peças. As peças incluíam uma saia de tafetá, uma blusa de jersey e uma jaqueta de jersey. Nesse mesmo ano, apresentou o seu primeiro "Vestido de Jantar de Cozinha" (Kitchen Dinner Dress) Confeccionado em algodão, a peça trazia saia rodada com avental colado.
Em 1942, McCardell criou seu famoso Vestido Popover. Foi uma resposta ao desafio da Harper's Bazaar de criar algo da moda que alguém pudesse usar para limpar a casa e depois usar para um coquetel. O vestido cinza simples veio com um potholder combinando que cabia no bolso do vestido. A peça foi vendida por $ 6,95 e mais de 75.000 itens foram vendidos apenas na sua primeira temporada. Esses vestidos se tornaram um grampo das coleções de McCardell e, com o tempo, ela fez versões em diferentes comprimentos e tecidos. O vestido Popover foi citado pela American Fashion Critics Association e, em 1943, McCardell ganhou o prêmio Coty.
A partir de 1945, McCardell foi apresentada como uma designer de "estilo americano" pela loja de departamentos Lord & Taylor. Em 1946, McCardell ganhou o prêmio de melhor designer de roupas esportivas e, em 1948, o prêmio Neiman-Marcus.

## Década de 1950
Conforme a fama de McCardell crescia, sua influência dentro de Townley também aumentava. Em 1952, tornou-se sócia da empresa.
Após a guerra, McCardell trabalhou como crítica voluntária no departamento de design de moda da Parsons. Em 1950, o presidente Harry S. Truman, Bess Truman e Margaret Truman presentearam McCardell com o prêmio Mulher do Ano do Women's National Press Club. Este foi o prêmio que McCardell mais valorizou.
Em abril de 1953, a Galeria Frank Perls em Beverly Hills lançou uma exposição retrospectiva de vinte anos das roupas de McCardell. A mostra contou com o seu Vestido Monástico, o Maiô das Fraldas, as sapatilhas Capezio e roupas de trabalho com rebites. Em sua introdução à exposição, o varejista Stanley Marcus escreveu: "...ela é uma das designers verdadeiramente criativas que este país produziu... Ela é para os Estados Unidos o que Vionnet foi para a França."
Em 1954, ela trabalhou em um painel consultivo formado pela Time Inc. para criar uma nova revista que se tornaria a Sports Illustrated.
McCardell publicou um livro intitulado O que devo vestir? O quê, onde, quando e quanto da moda em 1957.

## Vida pessoal e morte
Em 1943, McCardell casou-se com o arquiteto nascido no Texas, Irving Drought Harris, e passou a viver em Manhattan.
A vida e o trabalho de McCardell foram interrompidos por um diagnóstico de câncer de cólon terminal em 1957. Com a ajuda da amiga de longa data e colega de classe, Mildred Orrick, McCardell completou sua coleção final de sua cama de hospital. Ela saiu do hospital para fazer as apresentações de seu desfile final. McCardell morreu em 22 de março de 1958, aos 52 anos.
Após sua morte, a família de McCardell decidiu fechar a marca. Seu irmão explicou: "Não foi tão difícil [fechar a marca]. As ideias de Claire sempre foram suas."

## Legado e influência
Em 1981, a Lord & Taylor relançou o Vestido Popover como parte de uma retrospectiva de McCardell em sua loja na Quinta Avenida em Manhattan. As versões do Vestido Popover são mantidas pelo Metropolitan Museum of Art, pela Rhode Island School of Design e pelo museu no Fashion Institute of Technology. As versões do Vestido monástico são mantidas pelo Metropolitan Museum of Art e pelo Museu de Arte do Condado de Los Angeles.
Em 1990, a revista Life nomeou McCardell como um dos 100 americanos mais importantes do século XX. Um ano depois, ela foi introduzida no hall da fama das mulheres de Maryland.
Em 1998, quarenta anos após sua morte, três retrospectivas separadas do trabalho de Claire McCardell foram encenadas no Metropolitan Museum of Art, no Fashion Institute of Technology e na Maryland Historical Society em Baltimore.
Designers de moda como Isaac Mizrahi, Donna Karan, Calvin Klein, Norma Kamali e Cynthia Rowley foram influenciados por McCardell. A linha primavera-verão de 1999 de Anna Sui foi diretamente inspirada em seu trabalho. Sobre o trabalho de McCardell, Anna Sui disse: "O que realmente aprecio é a sensibilidade do tecido, mesmo com tecidos mais elaborados, como jeans. Ela fazia com que todos parecessem tão macios e cheios de drapeados. Os cabrestos que ela fez eram tão modernos. A questão é: você olha para algumas das coisas que ela fez e não consegue acreditar que foram os anos 40."

## Características dos designs McCardell
- Vestido Monástico de 1938: tipo shift, sem corte, com mangas soltas, bolsos de remendo e cinto para criar forma.
- Vestido Popover de 1942: vestido considerado versátil, que pode ser usado como cobertura de maiô, vestido caseiro, roupão ou vestido de festa.[26]
- Maiô de fraldas - feito de algodão leve, com um painel que se enrolava entre as pernas, e era preso por fios finos.[27]
- Maiôs de lã aerodinâmicos.
- Sapatilhas de balé como calçado do dia a dia.[11]
- Bolsos para calças e pregas em roupa feminina.
- Vestidos de verão considerados "reveladores" e roupas casuais.[28]
- Drapeado e franzidos no tecido para acentuar a forma natural do corpo.[29]
- Uso de tecidos comuns de fibra natural, como algodão, sarja, gingão, brim e outros em uma variedade de roupas, não apenas como uso diário.[1]
- Eliminação de roupas íntimas altamente estruturadas, como espartilhos, crinolinas e cintas.
- Uso de rebites e outros fechos de roupa de trabalho.[2]